# Powiat Strzelecko-Drezdenecki
Der Powiat Strzelecko-Drezdenecki ist ein Powiat (Kreis) in der polnischen Woiwodschaft Lebus. Der Powiat hat eine Fläche von 1.248 km², auf der etwa 49.000 Einwohner leben (Stand 30. Juni 2019). Er entstand zum 1. Januar 1999.
Der bis 1945 bestehende preußische Landkreis Friedeberg Nm. umfasste weitgehend das gleiche Gebiet wie der heutige Powiat Strzelecko-Drezdenecki.

## Gemeinden
Der Powiat umfasst fünf Gemeinden, davon
drei Stadt-und-Land-Gemeinden;
- Dobiegniew (Woldenberg)
- Drezdenko (Driesen)
- Strzelce Krajeńskie (Friedeberg)

und zwei Landgemeinden;
- Stare Kurowo (Alt Karbe)
- Zwierzyn (Neu Mecklenburg)